# XRCO Award

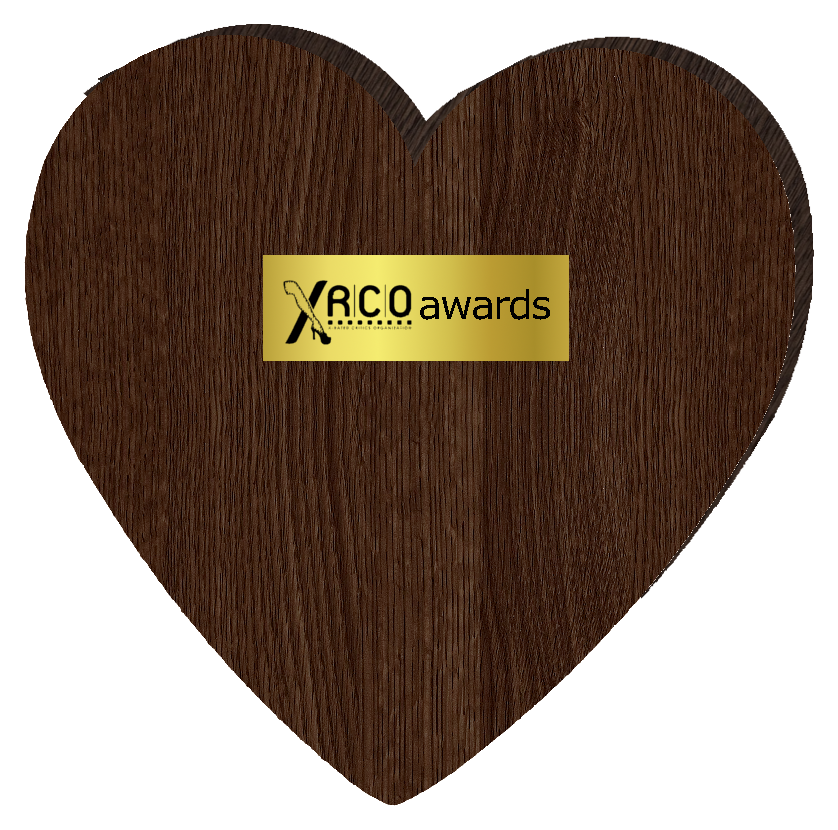

O XRCO Award são prêmios entregues anualmente pela X-Rated Critics Organization para pessoas que trabalham na indústria do entretenimento para adultos. Alguns dos trabalhos e os trabalhadores são introduzidos no XRCO Hall of Fame, durante a premiação.
O arquivo online do XRCO está faltando os resultados anteriores a 1993. O site incentiva os visitantes a enviar resultados mais antigos.